# Thyropygus xanthonotus
Thyropygus xanthonotus är en mångfotingart som beskrevs av Pocock 1894. Thyropygus xanthonotus ingår i släktet Thyropygus och familjen Harpagophoridae. Inga underarter finns listade i Catalogue of Life.